# Eccellenza Sicilia 2018-2019
Il campionato italiano di calcio di Eccellenza regionale 2018-2019 è il ventottesimo organizzato in Italia. Rappresenta il quinto livello del calcio italiano.
Questi sono i gironi organizzati dal Comitato Regionale della Sicilia.
Le gare si disputano in orari differenti a seconda dei periodi dell'anno: alle 15:30 dalla prima alla settima giornata, alle 14:30 dall'ottava alla diciottesima, alle 15:00 dalla diciannovesima alla ventisettesima, alle 16:00 dalla ventottesima alla ventinovesima e alle 16:30 la trentesima giornata e le gare di play-off e play-out.
Play-off e play-out si disputano soltanto se fra le due squadre ipoteticamente coinvolte ci sono meno di 10 punti di distacco. Se la seconda classificata ha almeno dieci punti di vantaggio sulla terza accederà direttamente alla fase nazionale degli spareggi.
Per la stagione 2018-19 il Palazzolo e il Paceco sono retrocesse dalla Serie D; il titolo di quest'ultima è stato però passato alla città di Marsala con la denominazione Marsala Dilettanti 1912. Quest'anno soltanto una squadra è stata ripescata: il Terme Vigliatore. Il Milazzo ha acquisito il titolo sportivo del Pistunina. Dalla Promozione sette squadre sono state promosse al termine della stagione regolare: Castellammare, Geraci, Jonica, Marina di Ragusa, Partinicaudace, Real Rometta (il Real Tirrenia ne ha acquisito il titolo sportivo) e Santa Croce.
Il Real Tirrenia, pochi giorni prima dell'inizio del campionato, il 5 settembre 2018, ha comunicato la rinuncia al campionato.

## Girone A

### Squadre partecipanti
| Club                            | Città                                 | Stadio                                 | Stagione precedente     |
| ------------------------------- | ------------------------------------- | -------------------------------------- | ----------------------- |
| S.S.D. Alba Alcamo 1928         | Alcamo (TP)                           | Stadio Lelio Catella                   | 8º in Eccellenza gir.A  |
| A.S.D. C.U.S. Palermo           | Palermo                               | CUS Imp. Sportivo Universitario        | 9º in Eccellenza gir.A  |
| A.S.D. Canicattì                | Canicattì (AG)                        | Stadio Saraceno (Ravanusa)             | 5º in Eccellenza gir.A  |
| A.S.D. Castellammare Calcio 94  | Castellammare del Golfo (TP)          | Stadio Giorgio Matranga                | 3º in Promozione gir.A  |
| A.C.D. Città di Sant'Agata      | Sant'Agata di Militello (ME)          | Stadio Enzo Vasi (Piraino)             | 2º in Eccellenza gir.B  |
| A.S.D. Dattilo Noir             | Dattilo, frazione di Paceco (TP)      | Stadio Giovanni Mancuso (Paceco)       | 3º in Eccellenza gir.A  |
| A.S.D. A.C. Geraci              | Geraci Siculo (PA)                    | Stadio Comunale (Castellana Sicula)    | 1º in Promozione gir.B  |
| A.S.D. Licata Calcio            | Licata (AG)                           | Stadio Dino Liotta                     | 2º in Eccellenza gir.A  |
| S.C.D. Marsala 1912             | Marsala (TP)                          | Stadio Antonino Lombardo Angotta       | 17º in Serie D gir I    |
| A.S.D. Mazara Calcio            | Mazara del Vallo (TP)                 | Stadio Nino Vaccara                    | 6º in Eccellenza gir.A  |
| A.S.D. Mussomeli                | Mussomeli (CL)                        | Stadio Alfonso Virciglio (Campofranco) | 11º in Eccellenza gir.A |
| Pol.D. Nuova Città di Caccamo   | Caccamo (PA)                          | Stadio N. Puccio                       | 4º in Eccellenza gir.A  |
| A.S.D. Parmonval                | Partanna-Mondello (quart. di Palermo) | Stadio Franco Lo Monaco                | 7º in Eccellenza gir.A  |
| A.S.D. Partinicaudace           | Partinico (PA)                        | Stadio G. la Franca                    | 1º in Promozione gir.A  |
| A.S.D. Polisportiva Castelbuono | Castelbuono (PA)                      | Stadio Luigi Failla                    | 13º in Eccellenza gir.A |
| U.S.D. Pro Favara               | Favara (AG)                           | Stadio Giovanni Bruccoleri             | 10º in Eccellenza gir.A |

### Classifica
|  | Pos. | Squadra             | Pt | G  | V  | N  | P  | GF | GS | DR  |
|  | ---- | ------------------- | -- | -- | -- | -- | -- | -- | -- | --- |
|  | 1.   | Licata              | 82 | 30 | 27 | 1  | 2  | 95 | 21 | +74 |
|  | 2.   | Canicattì           | 72 | 30 | 22 | 6  | 2  | 65 | 11 | +54 |
|  | 3.   | Sant'Agata          | 57 | 30 | 16 | 9  | 5  | 47 | 21 | +26 |
|  | 4.   | Parmonval           | 53 | 30 | 15 | 8  | 7  | 43 | 20 | +23 |
|  | 5.   | Dattilo Noir        | 52 | 30 | 16 | 4  | 10 | 58 | 45 | +13 |
|  | 6.   | Alcamo              | 46 | 30 | 13 | 7  | 10 | 31 | 24 | +7  |
|  | 7.   | Geraci              | 45 | 30 | 12 | 9  | 9  | 38 | 34 | +4  |
|  | 8.   | Mazara              | 43 | 30 | 13 | 4  | 13 | 50 | 49 | +1  |
|  | 9.   | Pro Favara          | 40 | 30 | 11 | 7  | 12 | 44 | 35 | +9  |
|  | 10.  | Mussomeli           | 38 | 30 | 11 | 5  | 14 | 42 | 46 | -4  |
|  | 11.  | Castellammare       | 38 | 30 | 9  | 11 | 10 | 40 | 45 | -5  |
|  | 12.  | CUS Palermo         | 32 | 30 | 8  | 8  | 14 | 27 | 33 | -6  |
|  | 13.  | Caccamo             | 31 | 30 | 9  | 4  | 17 | 26 | 53 | -27 |
|  | 14.  | Marsala             | 26 | 30 | 7  | 5  | 18 | 20 | 49 | -29 |
|  | 15.  | Partinicaudace (–1) | 10 | 30 | 2  | 5  | 23 | 24 | 87 | -63 |
|  | 16.  | Castelbuono         | 6  | 30 | 1  | 3  | 26 | 19 | 96 | -77 |

Legenda:
      Promossa in Serie D 2019-2020.
      Ammessa ai play-off nazionali.
 Ai play-out.
      Retrocesse in Promozione 2019-2020.
Note:
Tre punti a vittoria, uno a pareggio, zero a sconfitta.
Il Partinicaudace ha scontato 1 punto di penalizzazione

### Tabellone
|                         | Alc  | CUS  | Can  | Cas  | CSA  | Dat  | Ger  | Lic  | Mar  | Maz  | Mus  | NCa  | Par  | Prt  | PCa  | PFa  |
| ----------------------- | ---- | ---- | ---- | ---- | ---- | ---- | ---- | ---- | ---- | ---- | ---- | ---- | ---- | ---- | ---- | ---- |
| Alcamo                  | –––– | 1-0  | 0-1  | 1-0  | 0-1  | 2-0  | 0-0  | 0-1  | 1-0  | 0-3  | 2-0  | 1-2  | 0-0  | 3-1  | 1-1  | 1-1  |
| CUS Palermo             | 0-2  | –––– | 1-1  | 0-2  | 0-0  | 0-2  | 0-0  | 0-1  | 4-0  | 0-1  | 1-1  | 2-0  | 0-3  | 3-1  | 1-0  | 0-0  |
| Canicattì               | 2-0  | 1-0  | –––– | 7-0  | 1-1  | 2-0  | 6-0  | 2-0  | 3-1  | 5-2  | 6-0  | 6-0  | 1-0  | 4-1  | 4-0  | 0-0  |
| Castellammare           | 0-0  | 2-1  | 0-0  | –––– | 0-2  | 2-2  | 0-1  | 0-5  | 1-1  | 0-4  | 1-1  | 0-2  | 1-0  | 1-1  | 9-0  | 2-2  |
| Città di Sant'Agata     | 1-2  | 0-0  | 1-0  | 2-1  | –––– | 3-1  | 2-1  | 1-2  | 2-1  | 1-1  | 1-0  | 5-0  | 0-0  | 4-1  | 1-1  | 1-0  |
| Dattilo Noir            | 2-1  | 0-0  | 1-2  | 1-2  | 1-0  | –––– | 3-2  | 3-7  | 1-0  | 6-1  | 3-2  | 1-0  | 1-2  | 3-0  | 6-0  | 2-1  |
| Geraci                  | 0-0  | 2-1  | 0-0  | 0-2  | 0-0  | 3-3  | –––– | 1-2  | 2-0  | 1-0  | 3-0  | 2-0  | 1-1  | 6-1  | 0-3  | 0-4  |
| Licata                  | 1-0  | 2-1  | 1-0  | 2-0  | 0-0  | 5-0  | 4-1  | –––– | 3-1  | 10-3 | 3-0  | 3-0  | 2-0  | 8-1  | 8-0  | 3-1  |
| Marsala Dilettanti 1912 | 0-2  | 0-2  | 0-3  | 0-2  | 0-1  | 1-1  | 0-1  | 0-3  | –––– | 1-0  | 2-1  | 2-0  | 0-0  | 2-1  | 2-0  | 0-3  |
| Mazara                  | 2-2  | 1-1  | 1-2  | 1-1  | 1-3  | 2-3  | 0-2  | 0-2  | 3-0  | –––– | 1-2  | 2-0  | 1-0  | 3-0  | 6-0  | 2-0  |
| Mussomeli               | 0-1  | 2-1  | 0-2  | 2-0  | 0-0  | 2-1  | 3-2  | 2-3  | 1-1  | 0-2  | –––– | 3-1  | 2-1  | 3-0  | 3-1  | 2-4  |
| Nuova Caccamo           | 1-4  | 3-1  | 0-0  | 2-2  | 2-1  | 0-1  | 0-0  | 0-1  | 3-1  | 0-3  | 3-1  | –––– | 1-0  | 1-2  | 3-1  | 1-3  |
| Parmonval               | 1-0  | 2-0  | 0-1  | 1-1  | 1-0  | 1-0  | 1-0  | 2-1  | 1-1  | 5-0  | 4-1  | 2-0  | –––– | 1-1  | 5-2  | 2-1  |
| Partinicaudace          | 1-2  | 2-3  | 0-2  | 1-4  | 2-6  | 1-5  | 0-2  | 0-6  | 0-1  | 0-2  | 1-1  | 0-1  | 1-1  | –––– | 1-0  | 1-1  |
| Pol. Castelbuono        | 0-1  | 0-2  | 1-4  | 2-3  | 1-5  | 1-4  | 1-2  | 0-2  | 1-2  | 1-2  | 0-6  | 0-0  | 0-4  | 4-1  | –––– | 0-2  |
| Pro Favara              | 2-1  | 1-2  | 0-2  | 1-1  | 1-2  | 0-1  | 0-0  | 2-4  | 3-0  | 1-0  | 0-1  | 3-0  | 0-2  | 4-1  | 3-1  | –––– |

### Play-out
|             | Risultati |         | Luogo e data            |
| ----------- | --------- | ------- | ----------------------- |
| CUS Palermo | 1 - 0     | Caccamo | Palermo, 14 aprile 2019 |

## Girone B

### Squadre partecipanti
| Club                           | Città                                | Stadio                                    | Stagione precedente     |
| ------------------------------ | ------------------------------------ | ----------------------------------------- | ----------------------- |
| U.S.D. Atletico Catania        | Catania                              | Campo Comunale Monte Po                   | 13º in Eccellenza gir.B |
| A.S.D. Calcio Biancavilla 1990 | Biancavilla (CT)                     | Stadio Orazio Raiti                       | 4º in Eccellenza gir.B  |
| S.S.D. Camaro 1969             | Camaro, frazione di Messina          | Campo sportivo Marullo-Bisconte (Messina) | 5º in Eccellenza gir.B  |
| S.S.D. Catania S.Pio X         | Nesima, (quartiere di Catania)       | Stadio Bonaiuto Somma (Mascalucia)        | 9º in Eccellenza gir.B  |
| U.S.D. Città di Rosolini 1953  | Rosolini (SR)                        | Stadio Salvatore Consales                 | 8º in Eccellenza gir.B  |
| S.S.D. Città di Scordia        | Scordia (CT)                         | Stadio Aldo Binanti                       | 3º in Eccellenza gir.B  |
| A.S.D. Giarre 1946             | Giarre (CT)                          | Stadio Regionale                          | 7º in Eccellenza gir.B  |
| A.S.D. Jonica F.C.             | Santa Teresa di Riva (ME)            | Stadio Comunale                           | 1º in Promozione gir.C  |
| A.S.D. Marina di Ragusa        | Marina di Ragusa, frazione di Ragusa | Stadio Aldo Campo (Ragusa)                | 1º in Promozione gir.D  |
| S.S.D. 1937 Milazzo            | Milazzo (ME)                         | Stadio Marco Salmeri (Milazzo)            | 10º in Eccellenza gir.B |
| A.S.D. Paternò Calcio          | Paternò (CT)                         | Stadio Falcone-Borsellino                 | 6º in Eccellenza gir.B  |
| A.S.D. Real Aci                | Acireale (CT)                        | Stadio comunale di Acireale               | 11º in Eccellenza gir.B |
| A.S.D. Real Tirrenia           | Rometta (ME)                         | Stadio Comunale (Torregrotta)             | 11º in Promozione gir.C |
| U.P.D. Santa Croce             | Santa Croce Camerina (RG)            | Stadio J. Kennedy                         | 2º in Promozione gir.D  |
| A.S.D. Sport Club Palazzolo    | Palazzolo Acreide (SR)               | Stadio Scrofani Sallustro                 | 16º in Serie D gir.I    |
| A.P.D. Terme Vigliatore        | Terme Vigliatore (ME)                | Stadio Comunale                           | 2º in Promozione gir.C  |

### Classifica
|       | Pos. | Squadra           | Pt | G  | V  | N  | P  | GF | GS | DR  |
| ----- | ---- | ----------------- | -- | -- | -- | -- | -- | -- | -- | --- |
|       | 1.   | Marina di Ragusa  | 57 | 28 | 17 | 6  | 5  | 53 | 29 | +24 |
|       | 2.   | Palazzolo         | 53 | 28 | 14 | 11 | 3  | 43 | 23 | +20 |
| [ 8 ] | 3.   | Biancavilla       | 53 | 28 | 15 | 8  | 5  | 44 | 23 | +21 |
|       | 4.   | Paternò           | 46 | 28 | 11 | 13 | 4  | 40 | 25 | +15 |
|       | 5.   | Milazzo           | 44 | 28 | 11 | 11 | 6  | 45 | 34 | +11 |
|       | 6.   | Atletico Catania  | 40 | 28 | 11 | 7  | 10 | 30 | 32 | -2  |
|       | 7.   | Santa Croce       | 39 | 28 | 11 | 6  | 11 | 48 | 48 | 0   |
|       | 8.   | Camaro            | 39 | 28 | 10 | 9  | 9  | 52 | 44 | +8  |
|       | 9.   | Giarre            | 37 | 28 | 9  | 10 | 9  | 26 | 26 | 0   |
|       | 10.  | Scordia           | 33 | 28 | 8  | 9  | 11 | 40 | 42 | -2  |
|       | 11.  | Terme Vigliatore  | 33 | 28 | 9  | 6  | 13 | 32 | 42 | -10 |
|       | 12.  | Catania San Pio X | 32 | 28 | 8  | 8  | 12 | 37 | 44 | -7  |
|       | 13.  | Jonica            | 26 | 28 | 6  | 8  | 14 | 24 | 37 | -13 |
|       | 14.  | Rosolini          | 26 | 28 | 6  | 8  | 14 | 31 | 42 | -11 |
|       | 15.  | Real Aci          | 9  | 28 | 1  | 6  | 21 | 22 | 76 | -54 |
|       | —    | Real Tirrenia     | —  | —  | —  | —  | —  | —  | —  | —   |

Legenda:
      Promossa in Serie D 2019-2020.
 Ai play-off per determinare l'accesso ai play-off nazionali o ai play-out.
      Retrocesse in Promozione 2019-2020.
Note:
Tre punti a vittoria, uno a pareggio, zero a sconfitta.

### Tabellone
|                   | ATC  | BIA  | CAM  | CAT  | CRO  | CSC  | GIA  | JON  | MAR  | MIL  | PAL  | PAT  | RAC  | SCR  | TVI |
| ----------------- | ---- | ---- | ---- | ---- | ---- | ---- | ---- | ---- | ---- | ---- | ---- | ---- | ---- | ---- | --- |
| Atletico Catania  | –––– | 1-0  | 4-1  | 0-3  | 2-0  | 1-3  | 0-1  | 4-0  | 1-1  | 2-1  | 1-2  | 2-1  | 1-0  | 1-1  | 1-0 |
| Biancavilla       | 1-1  | –––– | 3-1  | 2-0  | 2-1  | 3-1  | 0-0  | 3-0  | 1-3  | 0-0  | 1-2  | 0-2  | 2-0  | 3-1  | 4-1 |
| Camaro            | 3-0  | 0-1  | –––– | 4-1  | 0-0  | 1-0  | 3-0  | 2-3  | 1-1  | 3-3  | 2-1  | 2-0  | 5-2  | 2-2  | 2-2 |
| Catania S. Pio X  | 1-0  | 1-2  | 3-3  | –––– | 1-0  | 1-3  | 1-1  | 1-1  | 0-3  | 0-2  | 0-0  | 3-2  | 5-2  | 1-2  | 0-1 |
| Città di Rosolini | 0-2  | 1-3  | 2-1  | 2-1  | –––– | 2-2  | 1-1  | 0-3  | 2-0  | 1-1  | 2-2  | 1-1  | 6-1  | 2-1  | 3-1 |
| Città di Scordia  | 1-1  | 1-3  | 1-4  | 3-3  | 2-0  | –––– | 0-1  | 3-0  | 2-3  | 3-0  | 1-1  | 1-1  | 3-3  | 1-1  | 2-0 |
| Giarre            | 0-1  | 1-1  | 1-0  | 1-0  | 0-0  | 1-0  | –––– | 0-0  | 2-1  | 2-2  | 0-0  | 0-0  | 6-0  | 1-2  | 1-3 |
| Jonica            | 1-1  | 0-2  | 1-2  | 1-1  | 2-1  | 1-1  | 2-1  | –––– | 0-1  | 2-1  | 0-0  | 1-2  | 1-1  | 0-3  | 0-0 |
| Marina di Ragusa  | 1-0  | 1-0  | 3-3  | 3-1  | 2-1  | 3-1  | 2-0  | 3-0  | –––– | 0-2  | 2-1  | 1-2  | 3-0  | 3-1  | 0-1 |
| Milazzo           | 1-1  | 1-1  | 3-1  | 2-2  | 1-0  | 1-0  | 2-1  | 2-1  | 0-2  | –––– | 1-2  | 1-1  | 6-1  | 5-3  | 3-1 |
| Palazzolo         | 3-2  | 1-1  | 1-1  | 0-0  | 3-0  | 2-0  | 2-0  | 1-0  | 1-3  | 1-0  | –––– | 1-1  | 3-0  | 3-1  | 3-0 |
| Paternò           | 1-1  | 0-0  | 1-0  | 0-1  | 0-0  | 3-0  | 2-1  | 1-0  | 2-2  | 0-0  | 1-1  | –––– | 2-0  | 4-3  | 6-1 |
| Real Aci          | 0-2  | 0-2  | 1-1  | 1-3  | 3-2  | 0-2  | 1-1  | 0-3  | 1-3  | 2-2  | 1-2  | 1-1  | –––– | 0-3  | 1-2 |
| Santa Croce       | 3-0  | 1-2  | 2-1  | 2-1  | 3-1  | 1-1  | 0-1  | 2-1  | 2-2  | 1-1  | 1-3  | 0-2  | 3-0  | –––– | 3-0 |
| Terme Vigliatore  | 2-0  | 1-1  | 2-3  | 1-2  | 1-0  | 1-2  | 0-1  | 1-0  | 1-1  | 0-1  | 1-1  | 1-1  | 1-0  | 6-0  |     |

### Spareggi

#### Play-off

##### Semifinali
|             | Risultati   |         | Luogo e data                      |
| ----------- | ----------- | ------- | --------------------------------- |
| Palazzolo   | 2 - 1       | Milazzo | Palazzolo Acreide, 28 aprile 2019 |
| Biancavilla | 2 - 2 (dts) | Paternò | Biancavilla, 28 aprile 2019       |
|             |             |         |                                   |

##### Finale
|           | Risultati |             | Luogo e data                     |
| --------- | --------- | ----------- | -------------------------------- |
| Palazzolo | 0 - 3     | Biancavilla | Palazzolo Acreide, 5 maggio 2019 |
|           |           |             |                                  |

#### Play-out
|                   | Risultati |          | Luogo e data                     |
| ----------------- | --------- | -------- | -------------------------------- |
| Terme Vigliatore  | 0 - 1     | Rosolini | Terme Vigliatore, 28 aprile 2019 |
| Catania San Pio X | 2 - 0     | Jonica   | Catania, 28 aprile 2019          |
|                   |           |          |                                  |